# Beyond Fear
Beyond Fear est un groupe américain de heavy metal, originaire d'Akron, dans l'Ohio. Au cours de l'année 2006, Beyond Fear publie son premier album studio, Beyond Fear. En date de 2013, le groupe travaille sur un nouvel album studio aux Empire Studios de Cleveland, dans l'Ohio

## Historique
Le groupe est formé au cours de l'année 2005 par Tim « Ripper » Owens après son départ du groupe Judas Priest, à la suite du retour du chanteur Rob Halford,. Il s'agit du projet parallèle de Owens, en dehors de son travail avec le groupe Iced Earth. Au cours de l'année 2006, Beyond Fear publie son premier album studio, Beyond Fear, qui est pour l'instant l'unique album du groupe. Beyond Fear est relativement bien accueilli par la presse spécialisée,,. La même année, Dwayne Bihary, qui est le deuxième guitariste du groupe, quitte Beyond Fear. Le groupe se retrouve alors à quatre et avec un seul guitariste, John Comprix, qui assure donc le rôle de guitariste rythmique et soliste. Hormis Dwayne Bihary, qui quitte le groupe l'année suivant le commencement du groupe, la formation de Beyond Fear n'a pas changé depuis ses débuts.
En 2013, le groupe travaille sur un nouvel album studio aux Empire Studios de Cleveland, dans l'Ohio. Au début de 2015, Owens explique que « le [deuxième] album de Beyond Fear est en pleine écriture, et j'ai déjà enregistré près de cinq chansons. Mais c'est assez dur, vu qu'on est signé à aucun label, et la plupart des labels veulent un travail déjà terminé. Et ça prend du temps et de l'argent. On finit par se dire, '[Si] je le publie, est-ce que je fais bien... ?' »

## Membres

### Membres actuels
- Tim « Ripper » Owens - chant (depuis 2005)[1]
- John Comprix - guitare (depuis 2005)[1]
- Dennis Hayes - basse (depuis 2005)[1]
- Eric Elkins - batterie (depuis 2005)[1]
- Matt Sorg - guitare (depuis 2008)

### Anciens membres
- Dwayne Bihari - guitare (2005-2007)[1]

## Discographie
- 2006 : Beyond Fear